# Gary Valenciano
Gary Valenciano (nascido Edgardo José Martín Santiago Valenciano; Manila, 6 de agosto de 1964), também conhecido como  Gary V. e Mr. Pure Energy, é um músico filipino.
Valenciano já lançou 26 álbuns e ganhou o Awit Awards para "Melhor intérprete masculino", onze vezes. Suas canções mais notáveis incluem "Di Bale Na Lang" ("Never mind"), "Eto Na Naman" ("Here we go again"), "Sana Maulit Muli" ("I wish it happens again"), "Natutulog Ba Ang Diyos?" ("Is God sleeping?"), "Gaya ng Dati" ("Just like before"), "Pasko Na, Sinta Ko" ("It's Christmas, my love") e "Narito" ("Here").
Casou-se com María Ana Elizabeth Angeli Evangelista, com quem tem três filhos: Juan Paolo Martín, José Angelo Gabriel e Kristina María Mikaela.

## Discografia
- Gary (1984)
- Gary… Next (1985)
- Interior de Gary… hacia fuera (1985)
- De Gary, Feliz Navidad (1986)
- Thoughts de mudanza (1987)
- Caras de Love (1989)
- Corazón y alma (álbum ao vivo)
- Grito para Joy (1991)
- El bailar en el claro de luna (1992) - internacionalmente por Toshiba-EMI no Japão
- Grito vivo (1993)
- Hataw Na (1993)
- Mover vivo (1995)
- Fuera del Dark (1995) - internacionalmente nos Estados Unidos
- Exterior que mira adentro (1995) - internacionalmente por Polygram
- Interactive (1998)
- Restablecer (2001)
- Un 2 uno (2002)
- Estaré aquí (2002)
- Más allá de las palabras (2003)
- En las películas (2003)
- Corazón puro (2005)
- Alma por completo
- Importancia (2006)